# Унюк (хребет)
Унюк (хак. ΫННІГ ХАЙА — голосистая скала) — хребет на правобережье Красноярского водохранилища выше залива Сыда Краснотуранского района Красноярского края.
К горе, до затопления Красноярского моря, приставал паром из деревни Абакано-Перевоз в деревню Краснотуранск. Название возникло из-за громкого эха.
Под горой в начале 20 века было образовано поселение "Баландино"

## Достопримечательности
На горе Унюк российским казачеством установлен шестиметровый крест из металлического швеллера, а рядом поставлен большой каменный валун с надписью «Последний рубеж воинов адмирала А.В.Колчака». Считается, что с этой горы отступающие белые войска вместе с лошадьми прыгали в Енисей, чтобы сохранить жизнь и воинскую честь.
Археологами здесь были найдены остатки крупного сооружения оборонительного характера в виде весьма протяженного глубокого рва и мощного земляного вала, защищающих большой по площади участок вершины горы.